# Opéra (métro de Paris)
Pour les articles homonymes, voir Opéra (homonymie).
Ne doit pas être confondu avec Massy Opéra (métro de Paris).
Opéra est une station des lignes 3, 7 et 8 du métro de Paris, située à la limite du quartier Gaillon du 2e arrondissement et du quartier de la Chaussée-d'Antin du 9e arrondissement de Paris.

## Situation

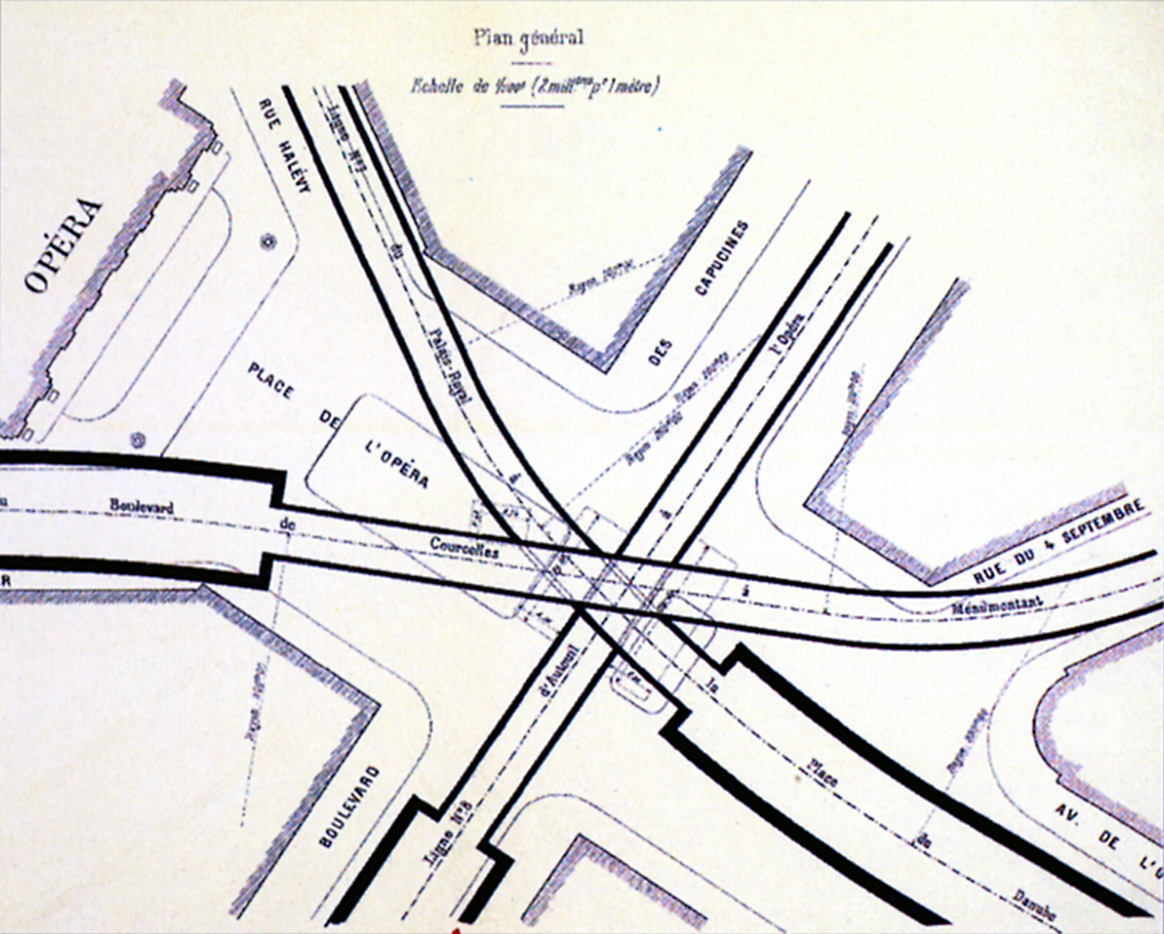
Plan de superposition des trois lignes sous la place de l'Opéra.

Les quais de la station sont établis sous la rue Auber (ligne 3), sous l'avenue de l'Opéra et partiellement sous la place de l'Opéra (ligne 7) et sous le boulevard des Capucines (ligne 8). Les trois lignes se croisent grâce à un ouvrage souterrain commun situé sous cette place. La station communique par des passages souterrains avec la gare d'Auber (ligne A du RER) et, indirectement, avec la station Havre - Caumartin, puis la gare d'Haussmann - Saint-Lazare (ligne E du RER) et les stations Saint-Lazare et Saint-Augustin.

## Histoire
En 1901, Léon Chagnaud remporte le concours qui lui attribue la construction de plusieurs lots de la ligne 3 du métro de Paris et de la station Opéra sous laquelle se croisent les lignes superposées 3, 7 et 8. Il creuse un puits à ciel ouvert pour y placer trois caissons de fondation en béton armé et des planchers métalliques qui supportent les trois niveaux de lignes.
La station est ouverte le 19 octobre 1904 avec la mise en service du premier tronçon de la ligne 3 entre Avenue de Villiers (aujourd'hui Villiers) et Père Lachaise.
Le 5 novembre 1910, la station de la ligne 7 est ouverte en tant que terminus de son premier tronçon depuis Porte de la Villette jusqu'au 1er juillet 1916, date à laquelle elle est prolongée au sud jusqu'à Palais-Royal (aujourd'hui Palais Royal - Musée du Louvre).
Le 13 juillet 1913, la station de la ligne 8 est ouverte à son tour en tant que terminus oriental de son premier tronçon depuis Beaugrenelle (aujourd'hui Charles Michels), jusqu'au 30 juin 1928 où elle est prolongée jusqu'à Richelieu - Drouot.
Elle doit sa dénomination à l'opéra Garnier, construit par l'architecte Charles Garnier, dont elle assure la desserte.

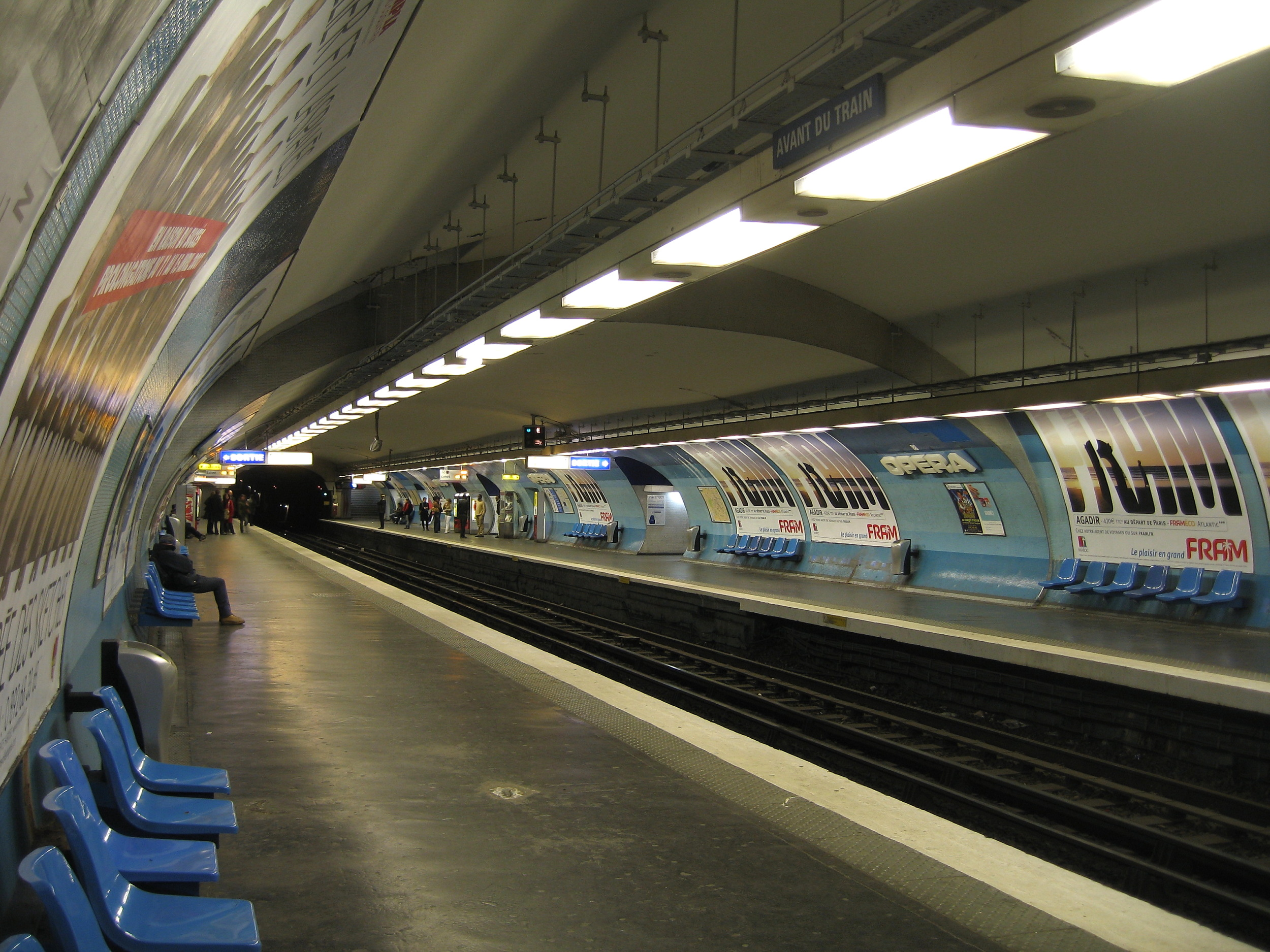
Quais de la ligne 8 en 2007. Le plafond bleu sombre a été repeint en blanc.

Depuis les années 1950 jusqu'aux années 1980, les piédroits de la ligne 3 sont revêtus d'un carrossage métallique avant leur rénovation en style « Andreu-Motte ». Les quais des lignes 7 et 8 ont quant à eux été modernisés du début des années 1970 jusqu'à 2007 dans un style unique avec trois tons de bleus (un ton foncé pour les sièges de style « Motte » et la voûte, et deux autres tons plus clairs pour les petits carreaux des piédroits). Le nom de la station était constitué de larges lettres capitales blanches en relief. Cette décoration, dérivée du style « Mouton-Duvernet » dont elle reprenait notamment le bandeau d'éclairage caractéristique, était parfois surnommée « piscine ». Le plafond bleu a par la suite été repeint en blanc afin d'accroître la luminosité. L'intégralité de l'aménagement a été retiré en 2007 à l'occasion de la rénovation de la station dans le cadre du programme « Renouveau du métro » de la RATP. Seule la station Saint-Lazare des lignes 12 et 13 a possédé une décoration comparable jusqu'au milieu des années 2000.
Le 1er avril 2016, la RATP remplace sur les quais des trois lignes une plaque nominative sur deux pour faire un poisson d'avril le temps d'une journée, comme douze autres stations. Opéra est humoristiquement renommée « Apéro » par anagramme.
En 2019, selon les estimations de la RATP, 10,5 millions de voyageurs sont entrés dans cette station ce qui la place à la 15e position des stations de métro pour sa fréquentation sur 302,.
En 2020, avec la crise du Covid-19, 3 519 216 voyageurs sont entrés dans cette station ce qui la place à la 41e position des stations de métro pour sa fréquentation.
En 2021, la fréquentation remonte progressivement, avec 5 193 831 voyageurs qui sont entrés dans cette station ce qui la place à la 32e position des stations de métro pour sa fréquentation.

## Services aux voyageurs

### Accès
La station dispose de plusieurs accès :
- accès 1 : place de l'Opéra ;
- accès 2 : rue de la Paix ;
- accès 3 : rue Scribe, accès muni d'une d'un escalier fixe équipé d'un entourage Guimard, classé monument historique ;
- accès 4 : avenue de l'Opéra au niveau du no 43 de l'avenue de l'Opéra ne permet que de sortir de la station.

Accès à la station
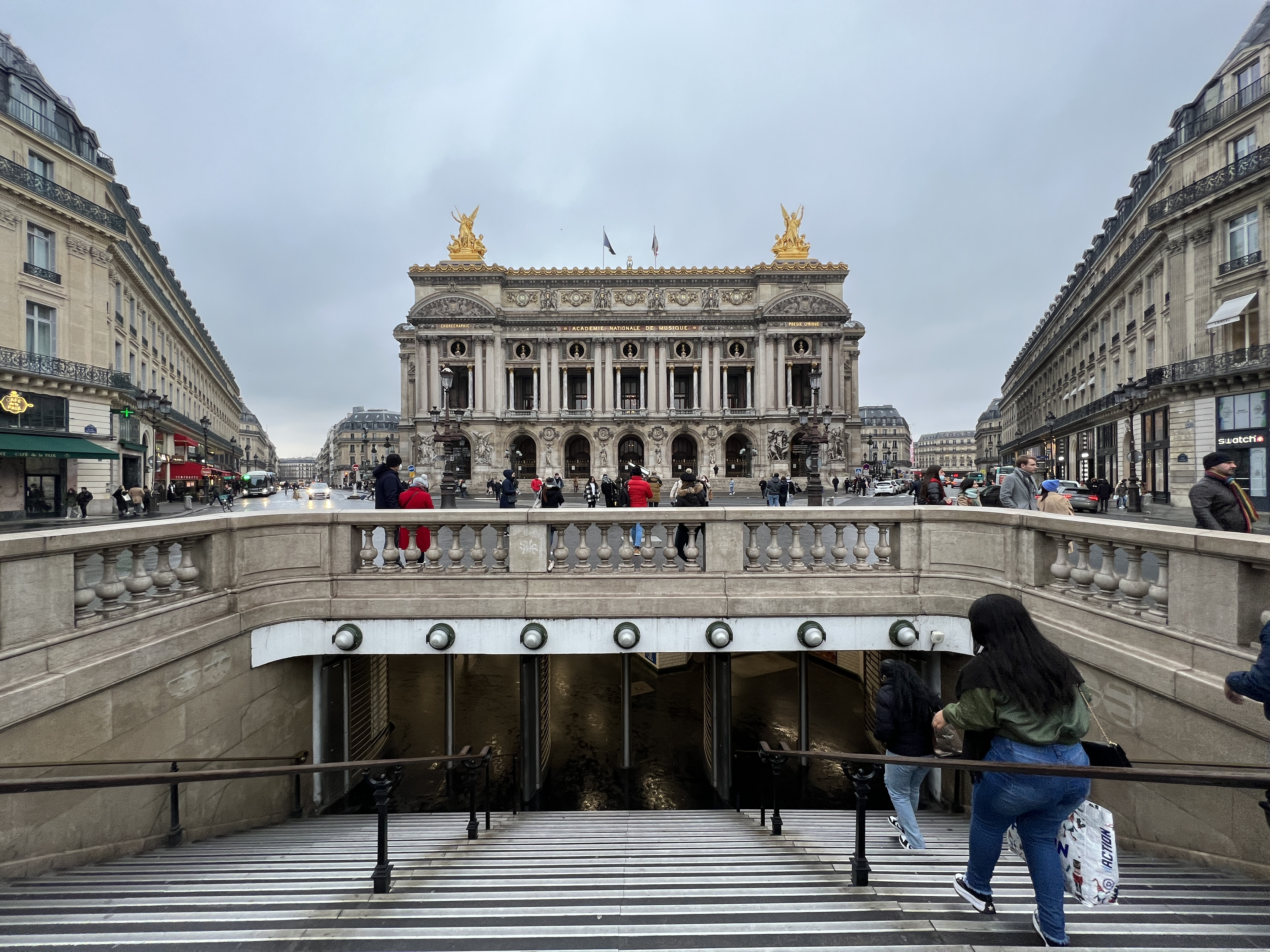
L'accès no 1 « Place de l'Opéra ».
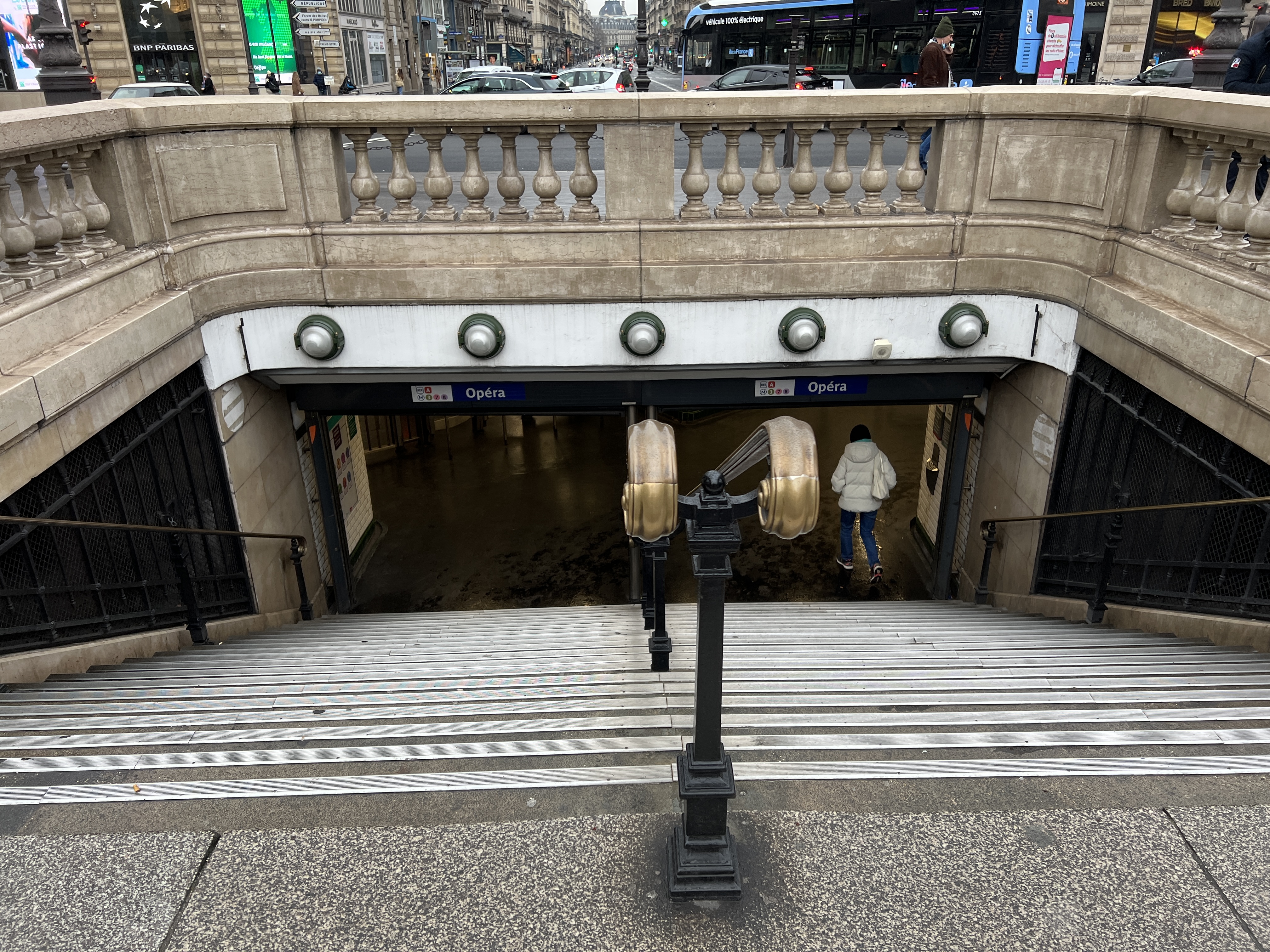
L'accès no 2 « Rue de la Paix ».
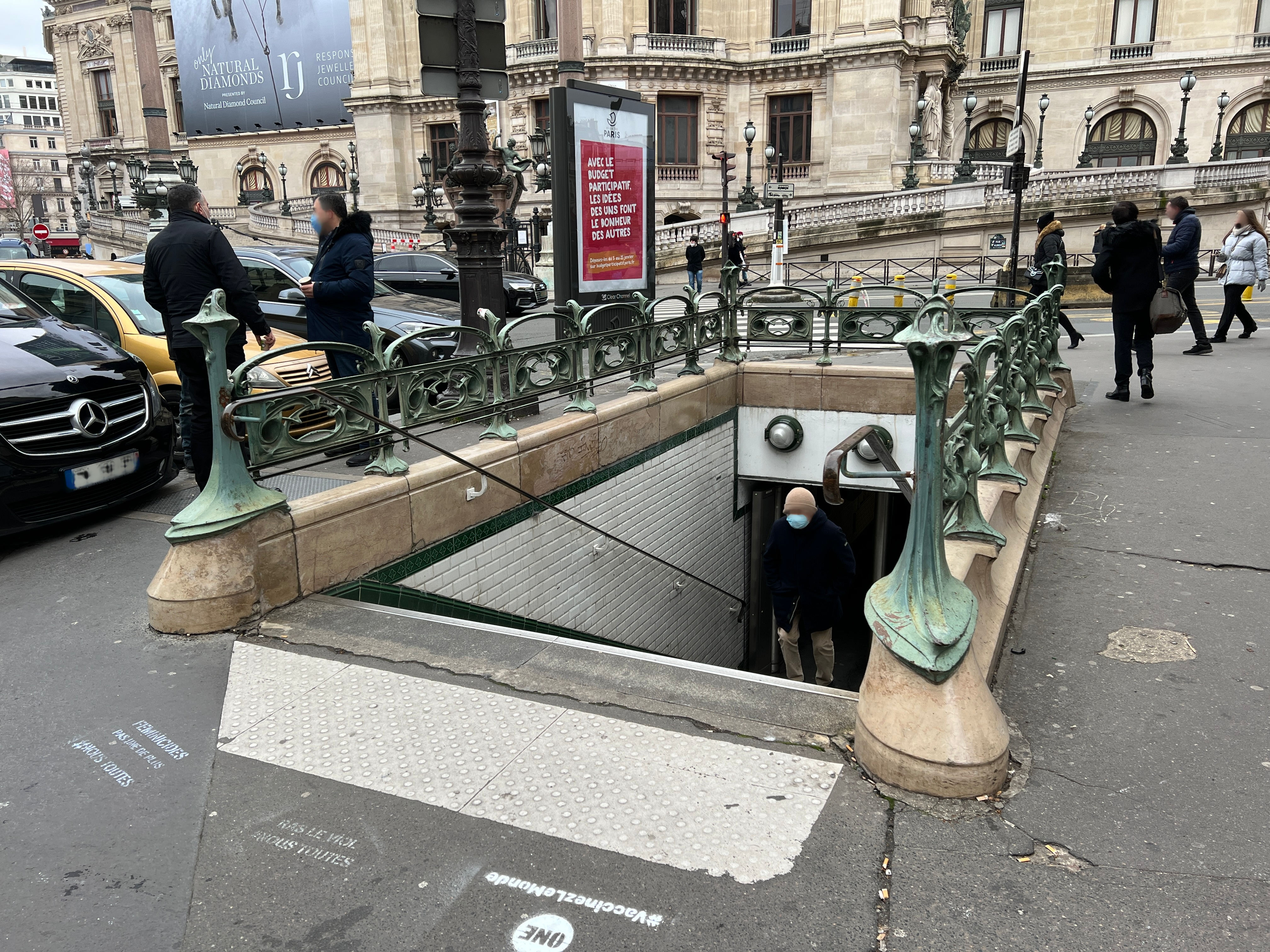
L'accès no 3 « Rue Scribe ».
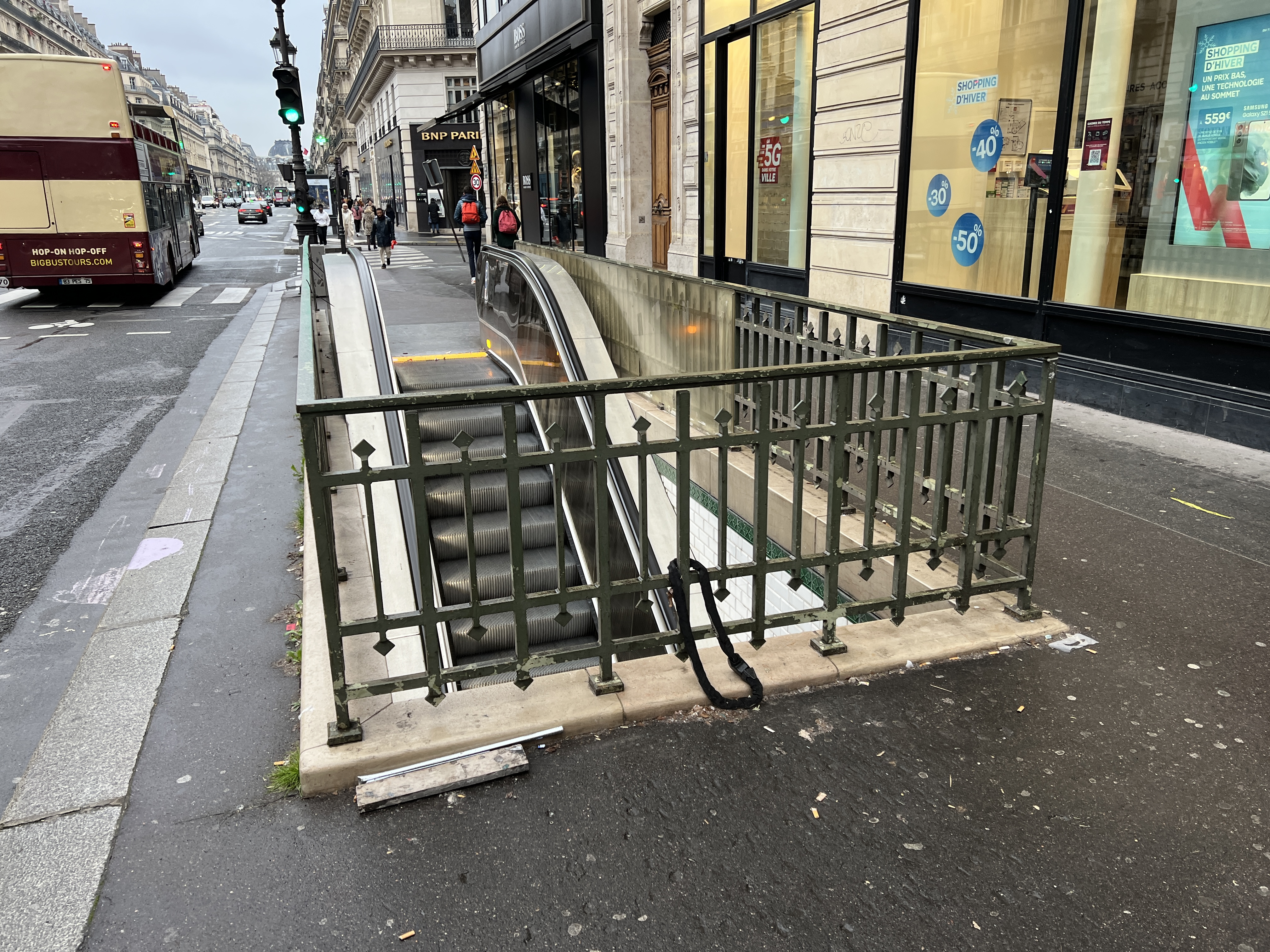
L'accès no 4 « Avenue de l'Opéra ».

### Quais
Les quais des trois lignes sont de configuration standard : au nombre de deux par point d'arrêt, ils sont séparés par les voies du métro situées au centre.
La station de la ligne 3 est établie à fleur de sol : le plafond est constitué d'un tablier métallique, dont les poutres, de couleur bordeaux, sont supportées par des piédroits verticaux. La décoration est du style « Andreu-Motte » avec deux rampes lumineuses bordeaux, des banquettes, tympans et piédroits équipés de grands carreaux plats blancs en grès étiré et des sièges « Motte » violets. En revanche, les débouchés des couloirs sont munis de carreaux biseautés blancs standards. Les publicités sont dépourvues de cadres et le nom de la station est inscrit en police de caractère Parisine sur plaques émaillées. Avec Palais Royal - Musée du Louvre sur la ligne 1 et Concorde sur la ligne 8, il s'agit d'une des trois stations du style « Andreu-Motte » à être traitée dans des nuances de violet, cette teinte faisant partie du lexique des couleurs exceptionnelles de cette décoration. Par ailleurs, à la sortie de la station côté Gallieni, il est possible d'apercevoir sur la droite le tunnel de la ligne 7, en contrebas. C'est à cet emplacement que se trouve le puits qui superpose les lignes 3, 7 et 8.
Les quais des lignes 7 et 8 possèdent une voûte elliptique et sont aménagés de manière semblable, avec une légère courbe en sus pour la ligne 7, tandis que les quais de la ligne 8 possèdent une partie ayant une plus grande hauteur de la voûte à cet endroit. Le style est celui utilisé pour la majorité des stations du métro : les bandeaux d'éclairage sont blancs et arrondis dans le style « Gaudin » du renouveau du métro des années 2000, et les carreaux en céramique blancs biseautés recouvrent les piédroits et les tympans. La voûte est peinte en blanc. Les cadres publicitaires sont en céramique blanche et le nom de la station est écrit en police de caractère Parisine sur plaques émaillées. Les sièges sont de style « Akiko » de couleur verte pour la ligne 7 et de couleur orange pour la ligne 8. Dans le cadre de traitements d'importantes infiltrations, le bandeau d'éclairage de la ligne 7 est provisoirement déposé. Par ailleurs, à la sortie de la station de la ligne 7 côté La Courneuve, il est possible d'apercevoir au-dessus des voies le tunnel de la ligne 3, puis le tunnel de la ligne 8 sur la droite, en contrebas.

### Intermodalité
La station est desservie par les lignes 20, 21, 22, 27, 32, 29, 45, 52, 66, 68, 95, le RoissyBus et la ligne à vocation touristique Tootbus Paris du réseau de bus RATP et, la nuit, par les lignes N15 et N16 du réseau Noctilien.

## À proximité
- Opéra Garnier

## Galerie de photographies

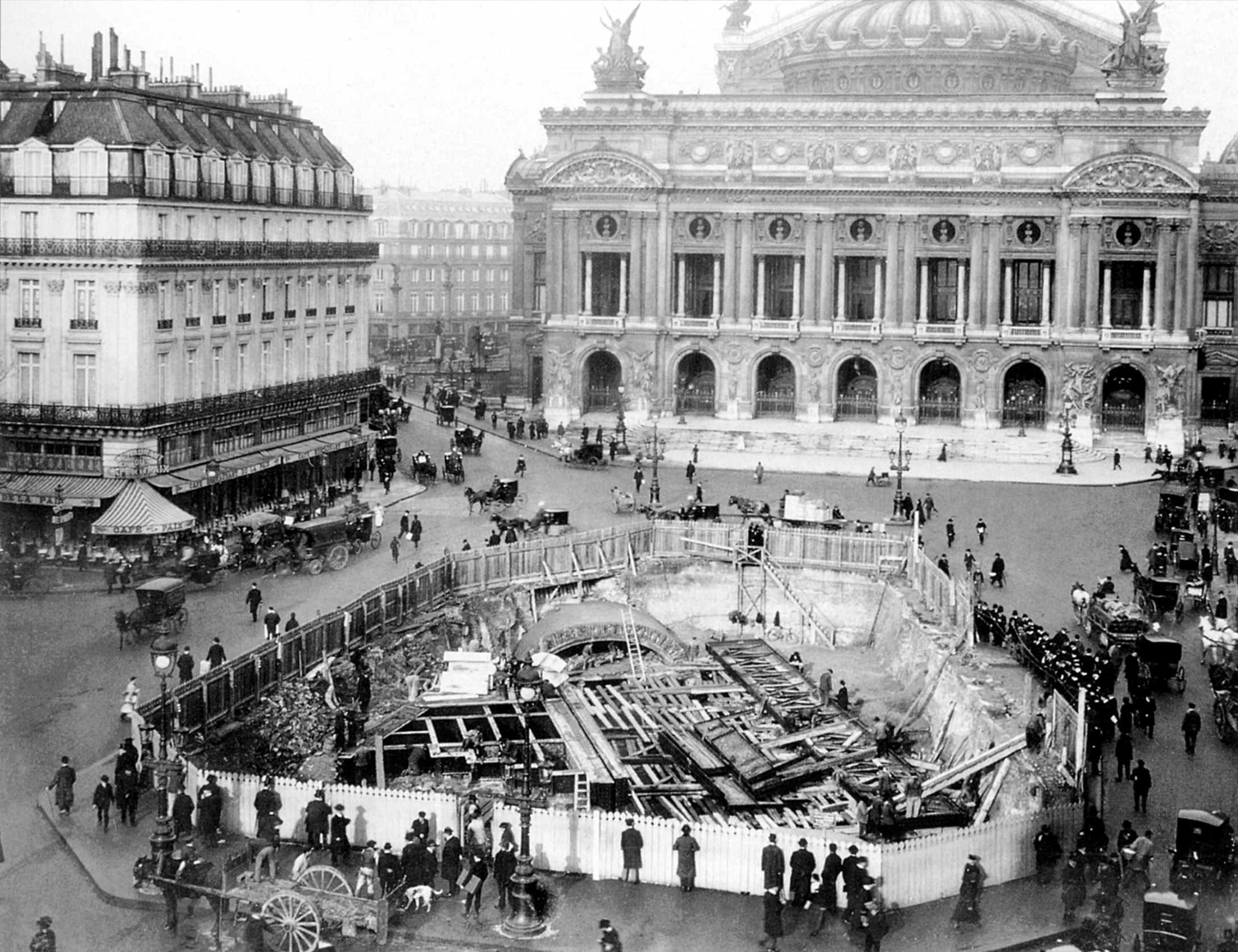
Travaux de superposition des lignes de métro, vers 1900.
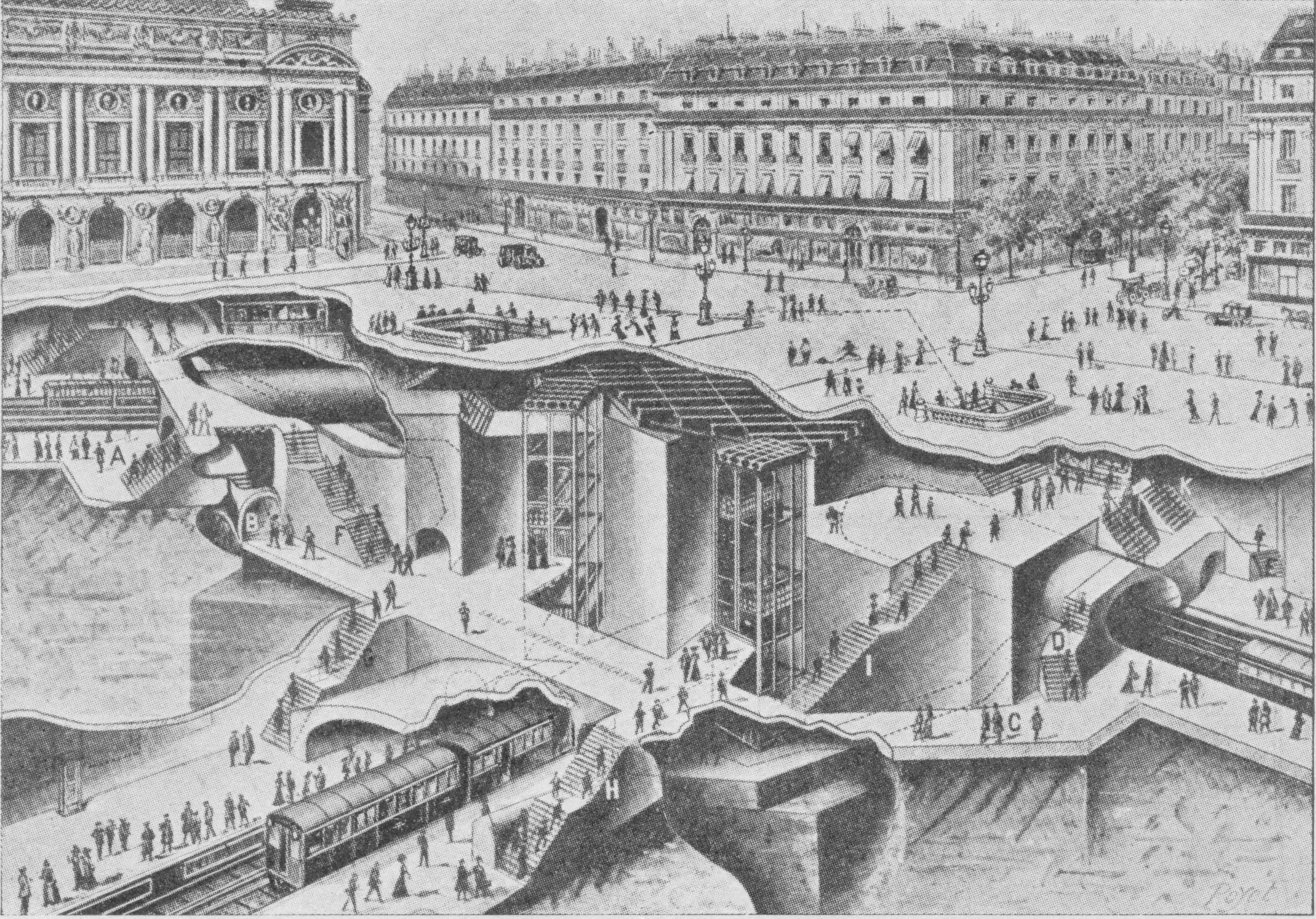
Plan de coupe de la station ces nombreux tunnels.
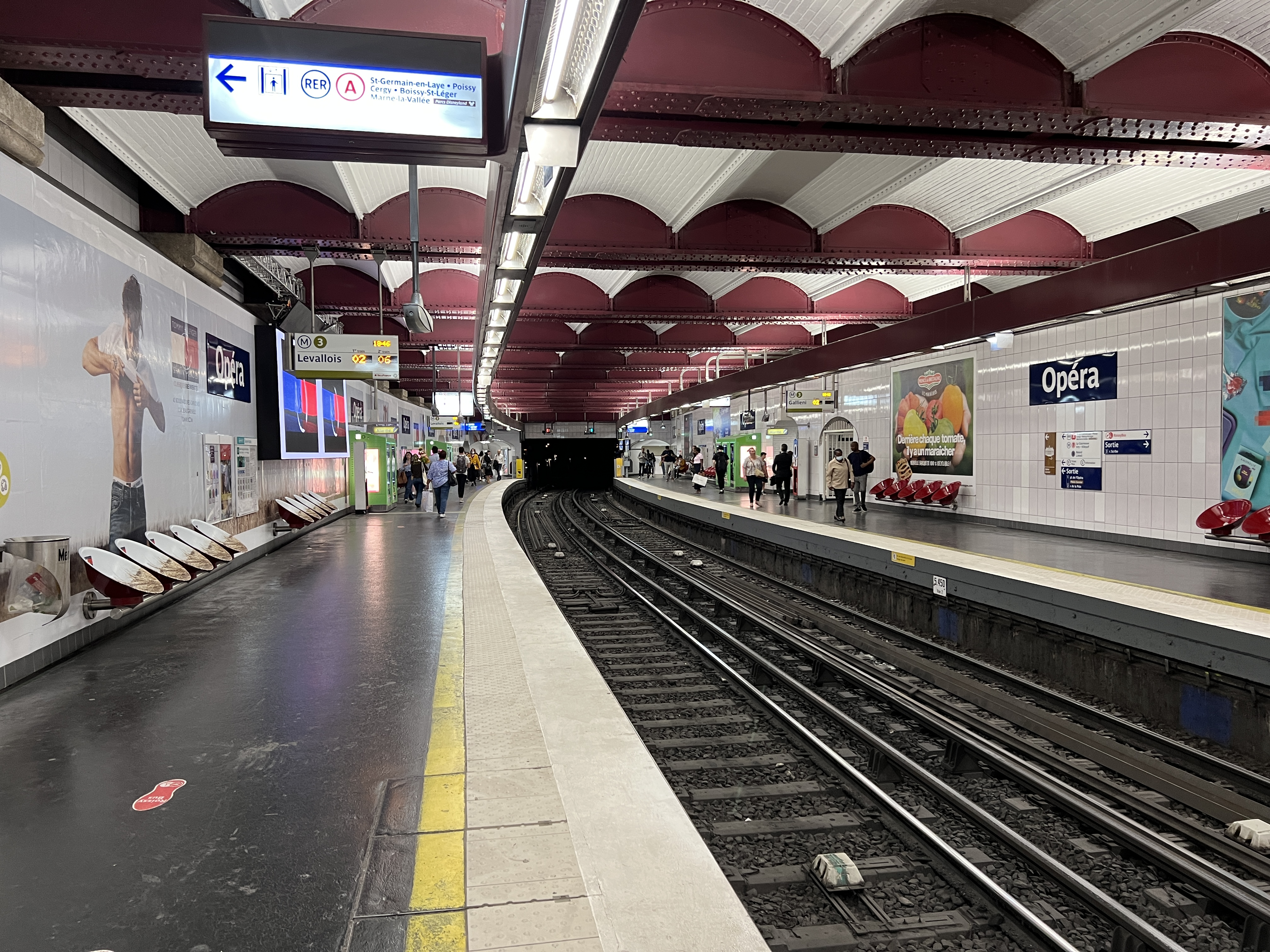
Quais de la ligne 3.
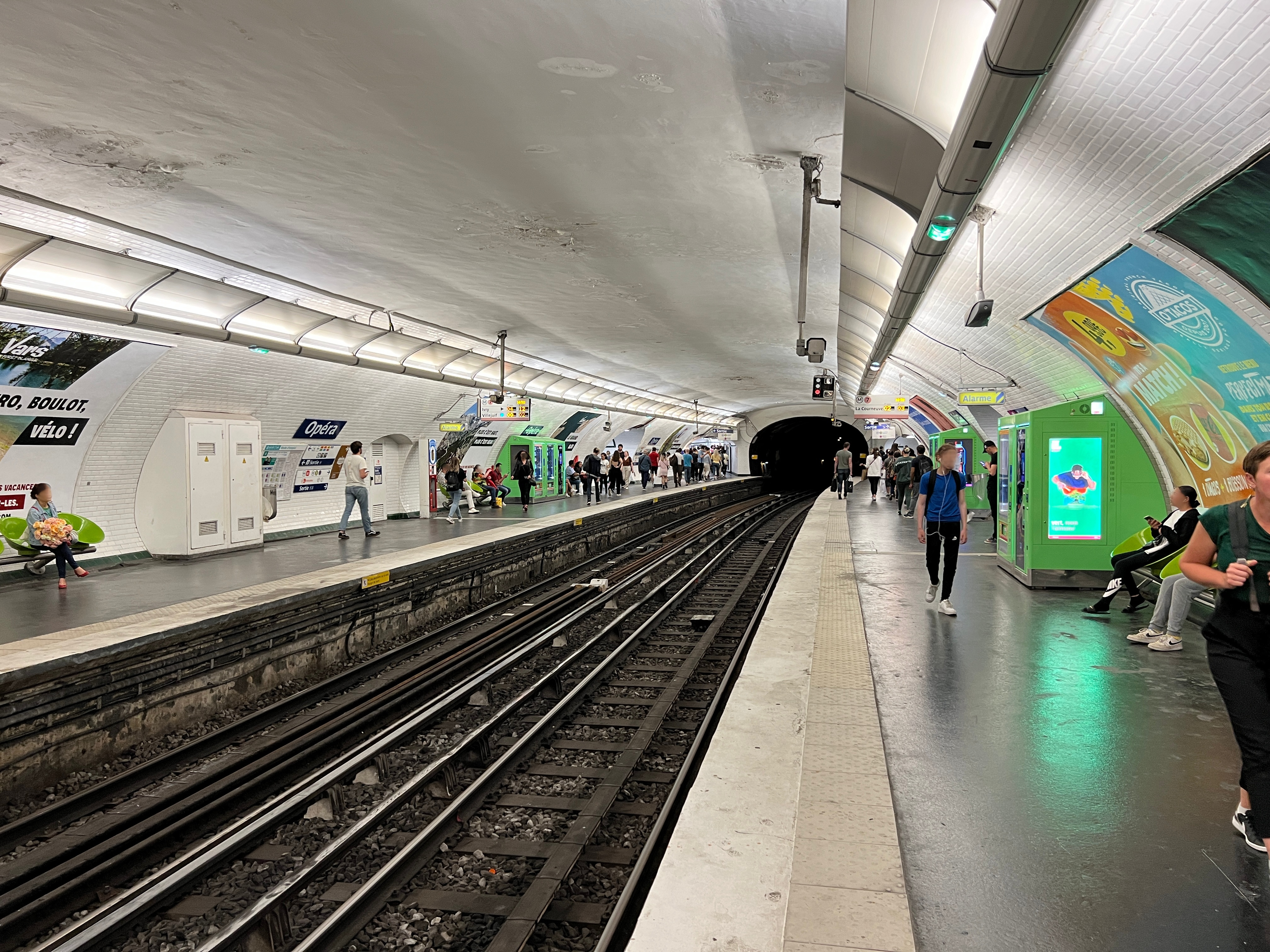
Quais de la ligne 7.
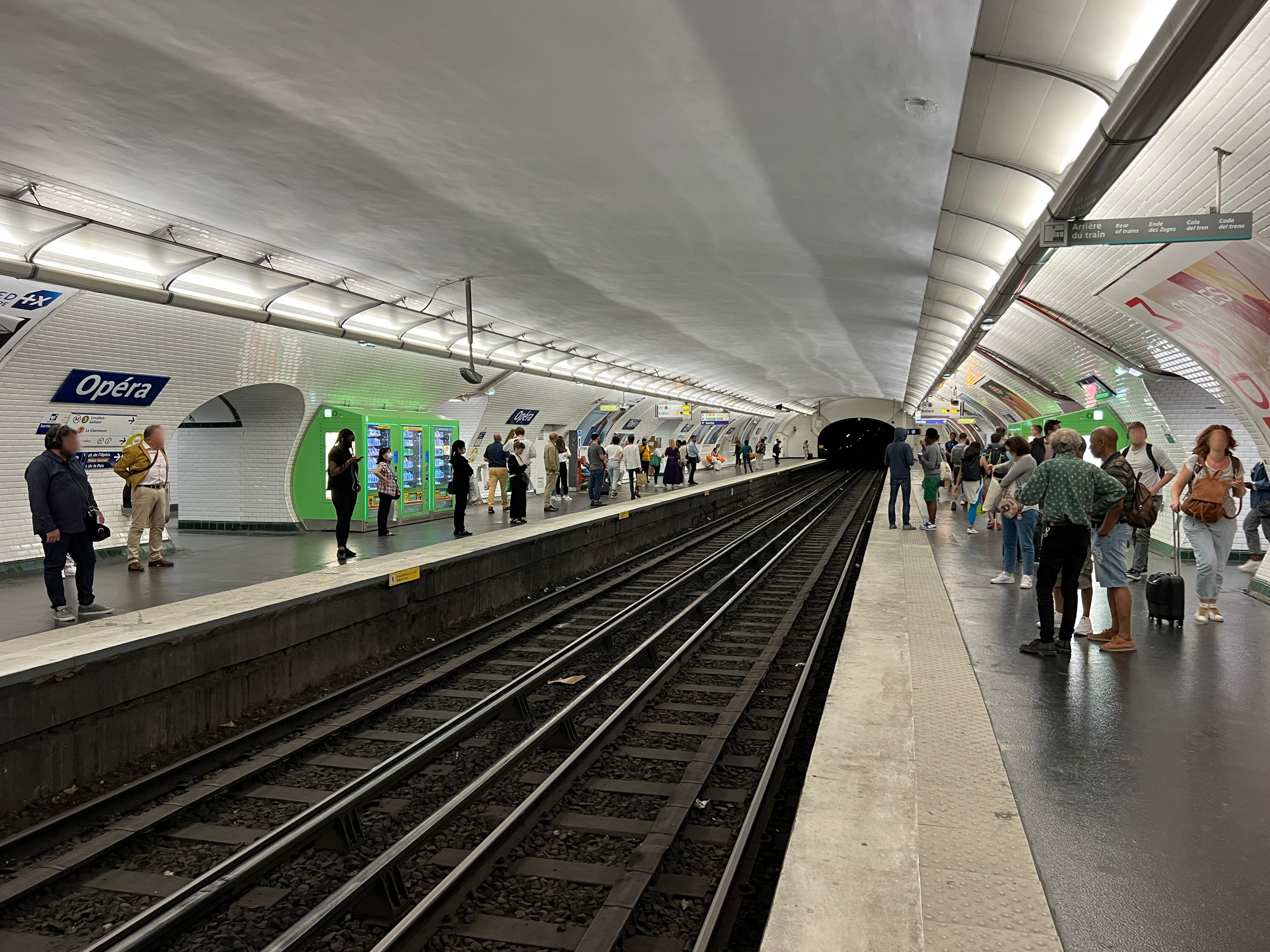
Quais de la ligne 8.